# Tribal (serie televisiva)
Tribal è una serie televisiva poliziesca canadese, presentata in anteprima il 20 febbraio 2020 su APTN . La serie vede la partecipazione di Jessica Matten nei panni di Sam Woodburn, il personaggio principale appena nominato a capo di una forza di polizia indigena nella Nêhiyawak First Nation in Alberta, e di Brian Markinson nei panni di Chuck "Buke" Bukansky, un poliziotto bianco razzista e sessista di Calgary. I due vengono accoppiati per risolvere crimini.
Il cast comprende anche Adam MacDonald, Ryan Northcott, Julian Black Antelope, Justin Rain, Michelle Thrush, Glen Gould e John Cassini.
La prima stagione è composta da dieci episodi, Prima della première della serie, APTN ha annunciato che lo spettacolo avrà una seconda stagione.